# جائزة تايكي
جوائز تايكي أو مهرجان جوائز الأردن، هي مجموعة جوائز فنية تُقدم من قبل مجموعة قنوات البث الأردنية للاحتفاء بالمبدعين الأردنيين والعرب في مجال الدراما التلفزيونية والغناء والإعلام. عُرِضت الجائزة لأول مرة في التاسع والعشرين من شهر أكتوبر 2010.

## الدورة الأولى
عٌرضت الدورة الأولى للجائزة في مركز الملك حسين بن طلال للمؤتمرات في منطقة البحر الميت يوم 29 أكتوبر 2010، وقدّم الحفل الممثل الأردني نضال نجم. خصص المهرجان 14 فئة، ومنح عشرين جائزة للفنانين والمبدعين العرب في مجال الغناء والموسيقى والدراما التلفزيونية والإعلام. وكانت ست جوائز من بين العشرون قدمها المهرجان تكريما لعدد من النجوم العرب عن مجمل مسيرتهم الفنية، وهم: عزت العلايلي، ونادية الجندي من مصر، حياة الفهد من الكويت، وزهير النوباني، ونادرة عمران من الأردن، وأنطوان كرباج من لبنان.
سارت مرحلة اختيار الفائزين على مرحلتين: في المرحلة الأولى اختارت لجان التحكيم المتخصصة أفضل المتبارين لعام 2010، والمرحلة الثانية كان القرار فيها للجمهور العربي من خلال التصويت على الموقع الإلكتروني للمهرجان.
وقام باختيار الفئات 3 لجان مكوّنة من أسماء فنية وثقافية بارزة في الوطن العربي، وضمت هذه اللجان في عضويتها من سوريا: الفنانة رغدة، الموسيقار سهيل عرفة، الإعلامي تميم الضويحي مدير دائرة تنسيق البرامج في الفضائية السورية، والناقد ماهر منصور المسؤول عن الملحق الخاص بالدراما في جريدة تشرين السورية، وتم الإعلان عن الأسماء المرشحة للجوائز في 30 أغسطس 2010.
وحصل الفائزون على جائزة «تايكي» الذهبية من تصميم النحات السوري مصطفى علي، وترمز إلى آلهة الحظ، وهي من خادمات الإله زيوس الذي أحبها حباً شديداً، وكانت من أكبر الآلهة في المرحلة الهيلنستية والرومانية، حيث طغت على كل الآلهات وانتشرت انتشاراً واسعاً وكبيراً في الشرق وتحديداً في الأردن وفي جميع مدنه.

### الترشيحات والجوائز
يتم سرد الفائزون أولا وإبرازها بخط غامق
| أفضل ممثل أردني | أفضل ممثلة أردنية |
| --- | --- |
| - إياد نصار عن دوره في مسلسل الجماعة - ياسر المصري عن دوره في رايات الحق - أحمد العمري عن دوره في مسلسل المرقاب | - صبا مبارك عن دورها في مسلسل وراء الشمس - نادية عودة عن دورها في سقوط الخلافة - عبير عيسى عن دورها في سقوط الخلافة                    |
| أفضل مطرب أردني | أفضل مطربة أردني |
| - حسين السلمان عن ألبوم " ويلي منهم " - عامر خفش عن ألبوم " دوق الصحارى" - هاني متواسي عن ألبوم "عذرا حبيبي" | - زين عوض عن ألبومها على وعدي - مكادي نحاس عن مجمل أعمالها في 2010 - ديانا كرزون عن مجمل أعمالها في 2010                               |
| أفضل رواية أردنية | أفضل مخرج أردني |
| - جليلة اليافوية للكاتب يوسف غزال - قرة عين بو متعب للكاتب موسى يعقوب قاسم - رغبات ذاك الخريف للكاتبة ليلى الأطرش - حجاب من نوع آخر للكاتبة نادية هاشم العالول - أنباء السماء للكاتب يحيى القيسي - الشتاء المرير للكاتبة خولة عبد الهادي - الزنرلخت للكاتب عبدالله رضوان - يحيى للكاتب سميحة خريس - سفر برلك ودروب الفقر للكاتب سليمان القوايعة | - محمد عزيزية عن عمل سقوط الخلافة - عزمي مصطفى عن مسلسل اخوان مريم - محمود الدوايمة عن إخراج مسلسل رايات الحق                          |
| أفضل ممثل عربي | أفضل ممثلة عربية |
| - يحيى الفخراني عن دوره في شيخ العرب همام - بسام كوسا عن دوره في وراء الشمس (تقاسما الجائزة) - خالد الصاوي عن دوره في أهل كايرو - إياد نصار عن دوره في الجماعة | - سلاف معمار عن دورها في مسلسل ما ملكت أيمانكم - غادة عبدالرازق عن دورها في زهرة وأزواجها الخمسة - أمل عرفة عن دورها في مسلسل تخت شرقي |
| أفضل مسلسل اجتماعي | أفضل مسلسل كوميدي |
| - أهل كايرو - وراء الشمس - الحارة | - عايزة أتجوز - ضيعة ضايعة - طاش ما طاش                                                                                                |
| أفضل مخرج عربي | أفضل مسلسل تاريخي |
| - نجدت أنزور عن اخراج مسلسل ما ملكت ايمانكم - محمد ياسين عن إخراج مسلسل الجماعة - محمد علي عن إخراج مسلسل أهل كايروا | - القعقاع بن عمرو التميمي - سقوط الخلافة - الجماعة                                                                                     |
| أفضل مطربة عربية | أفضل مطرب عربي |
| - إليسا عن ألبومها تصدق بمين - أصالة عن ألبومها قانون كيفك - لطيفة عن ألبومها أتحدى | - كاظم الساهر عن ألبوم الرسم بالكلمات - حسين الجسمي عن ألبوم يحمل نفس اسمه - وائل جسار عن ألبوم في حضرة المحبوب                        |

## الدورة الثانية
أعلنت الجهة المنظمة في سبتمبر 2011 عن تأجيل الدورة الثانية، نتيجة للظروف الصعبة التي يمر بها الوطن العربي وعدم استقرار الأوضاع. واستأنفت الجائزة دورتها في 2012، حيث تم الإعلان عن ترشيحات الجوائز خلال مؤتمر صحفي أقيم في مدينة دبي بالإمارات العربية المتحدة، بمقر شركة البداد يوم 18 أكتوبر 2012. واختار المهرجان الإعلامية علا الفارس لتقديم الحفل الرئيسي المقام في الأردن.
أعلنت ضياء عوايشة، مساعدة رئيس مجلس إدارة المجموعة، أن جوائز تايكي لعام 2012 تتضمن 17 فئة، منها 11 جائزة تمنحها لجان تحكيم مختصة تضم كبار الفنانين والإعلاميين والمثقفين العرب والأردنيين، وهي أفضل مسلسل تاريخي، وأفضل مسلسل اجتماعي، وأفضل مسلسل كوميدي، وأفضل ممثلة عربية، وأفضل ممثل عربي، وأفضل مخرج عربي، وأفضل سيناريو لمسلسل عربي، وأفضل مطربة أردنية لعام 2012، وأفضل مطرب أردني لعام 2012، وأفضل مطربة عربية، وأفضل مطرب عربي.
فيما حددت الجوائز المتعلقة بتصويت الجمهور من خلال الموقع الإلكتروني الخاص بالجائزة، بست جوائز هي: أفضل عمل، وأفضل ممثلة، وأفضل ممثل، وأفضل مطربة، وأفضل مطرب، وأفضل إعلامي لبرنامج حواري فني وفق تصويت الجمهور.
وأقيم حفل توزيع الجوائز في مدينة عمّان الأردنية يوم 9 نوفمبر. وكانت إدارة الجائزة قد قررت اعتبار هذه الدورة من الجائزة عاما لتكريم المرأة العربية، حيث كرمت كلا من جولييت عواد من الأردن وسعاد عبدالله من الكويت وسميحة أيوب من مصر ومنى واصف من سوريا باعتبارهن قامات فنية عربية أغنت  سيرة الفن العربي.
مسلسل الخواجة عبد القادر كان الأكثر حظاً بين مختلف الأعمال الدرامية التي شاركت في الجائزة، حيث حاز على نصيب الأسد من جوائز لجنة التحكيم، ونال جائزة أفضل مسلسل اجتماعي، وأفضل سيناريو، فيما نال بطله يحيى الفخراني الذي تغيّب عن الحفل لارتباطه بمعرض الشارقة الدولي للكتاب جائزة أفضل ممثل عربي، فيما نال مسلسل «روبي» حصة الأسد من جوائز الجمهور، حيث حصل على جائزة أفضل مسلسل عربي، كما نال نجماه سيرين عبد النور وأمير كرارة جائزتي أفضل ممثلة وممثل بتصويت الجمهور.

### الترشيحات والجوائز
يتم سرد الفائزون أولا وإبرازها بخط غامق

#### جوائز لجان التحكيم
| أفضل مطربة عربية | أفضل مطرب عربي |
| --- | --- |
| - آمال ماهر - أصالة - إليسا - جوليا بطرس | - عبد المجيد عبدالله - نبيل شعيل - محمد محسن - محمد منير |
| أفضل مطربة أردنية | أفضل مطرب أردني |
| - ديانا كرزون - غادة عباسي - لوجين الربضي - مارتينا | - يوسف عرفات - رامي شفيق - محمد قويدر - هيثم الشوملي |
| أفضل ممثل عربي | أفضل ممثلة عربية |
| - يحيى الفخراني عن دوره في الخواجة عبد القادر - باسم ياخور عن دوره في الولادة من الخاصرة 2 - قصي خولي عن دوره في أرواح عارية - منذر رياحنة عن دوره في خطوط حمراء | - صبا مبارك عن دورها في حكايات بنات - سلافة معمار عن دورها في الخواجة عبد القادر - غادة عبد الرزاق عن دورها في مع سبق الإصرار - ليلى علوي عن دورها في نابليون والمحروسة |
| أفضل مسلسل اجتماعي | أفضل مسلسل كوميدي |
| - الخواجة عبد القادر - الولادة من الخاصرة 2 - فرقة ناجي عطا لله - مع سبق الإصرار                                                                                 | - الباب في الباب - واي فاي (مناصفة) - بقعة ضوء 9 - الفلتة 2 |
| أفضل مخرج عربي | أفضل مسلسل تاريخي |
| - شوقي الماجري عن مسلسل نابليون والمحروسة - حاتم علي عن مسلسل عمر - شادي الفخراني عن مسلسل الخواجة عبد القادر - محمد بكير عن مسلسل طرف ثالث                      | - عمر - الإمام الغزالي - المصابيح الزرق - نابليون والمحروسة |
| أفضل نص تلفزيوني | |
| - عبدالرحيم كمال عن مسلسل الخواجة عبد القادر - تامر حبيب عن مسلسل شربات لوز - هشام هلال عن مسلسل طرف ثالث - وليد سيف عن مسلسل عمر بن الخطاب                      | |

#### جوائز الجمهور
| أفضل مطربة                                                       | أفضل مطرب                                                                                |
| ---------------------------------------------------------------- | ---------------------------------------------------------------------------------------- |
| - أصالة نصري - إليسا - نانسي عجرم - هيفاء وهبي                   | - محمد حماقي - محمد منير - وائل كفوري - سامو زين                                         |
| أفضل ممثلة                                                       | أفضل ممثل                                                                                |
| - سيرين عبد النور - سلافة معمار - شجون الهاجري - غادة عبد الرازق | - أمير كرارة - سامر إسماعيل - قصي خولي - مكسيم خليل                                      |
| أفضل عمل                                                         | أفضل إعلامي                                                                              |
| - روبي - الخطوط الحمراء - طرف ثالث - كنة الشام وكناين الشامية    | - نيشان - أنا والعسل - أصالة - برنامج صولا - نيكول سابا - التفاحة - وفاء الكيلاني - نورت |

## انتقادات
استنكر حزب جبهة العمل الإسلامي الأردني تقديم جوائز على شكل تماثيل تجسد آلهة رومانية، وقال محمد الزيود مسؤول الملف الوطني في حزب العمل الإسلامي الذي يمثل حركة الإخوان المسلمين في الأردن إن مثل هذا السلوك غير مقبول، ولفت إلى أن دين الدولة الإسلام، «ولطالما وقفت الحكومة في وجه مظاهر تتعارض مع المعتقدات الإسلامية»، مشيراً إلى أمر الراحل الملك حسين بإزالة تمثال له في العاصمة الأردنية. واعتبر رئيس لجنة علماء الشريعة الإسلامية محمد أبو فارس أن مثل هذا التصرف حرام شرعاً، مشيراً إلى أنه «عمل شركي وفيه تشجيع للوثنية».
انتقدت عدة جهات الجائزة في نسختها الثانية، وعابت على الحفل تدني مستوى التنظيم وحالة الفوضى التي شهدها الاحتفال في الساعات الأولى لإنطلاقه. ووصفت أخبار عمان أن منع دخول الصحافيين الأردنيين إلى قصر المؤتمرات في البحر الميت يعد أمرا مشينا وفضيحة.